# Apja lánya
Az Apja lánya (eredeti cím: Jersey Girl) Kevin Smith amerikai író-filmrendező 2004-ben forgatott legnagyobb költségvetésű filmje, amely a tragédia és a komédia határmezsgyéjén egyensúlyozva próbálja megtalálni a választ korunk egyik legnagyobb kihívására: a család és a karrier közötti választás kényszerére. A helyzetkomikumokban bővelkedő történet mély társadalmi válságjelenségekre hívja fel a figyelmet: van-e igazi választás a család és a hivatás jelentette ellentmondásokra? Feláldozhatóak-e érzelmeink a társadalmi siker oltárán?

## Cselekmény
Oliver Trinke fiatal és sikeres publicista. Zseniális szervező a szakmájában, ám amikor megismerkedik Gertrude-dal és szerelmes lesz, először kell választania a család és a karrier között. Szembesülnie kell a családalapítás és a sikeres munka ellentmondásaival, és amikor felesége belehal a szülésbe, nem képes feldolgozni a rá szakadó apai felelősség és a saját karrier építésének mindennapi problémáit.
A történetet a hétéves kicsi Gertie meséli el. A dramaturgiában a múlt és a jelen konfliktusai hatalmasodnak el és kerülnek végül feloldásra. Felesége halála után Ollie először nem képes megbirkózni a rá nehezedő teherrel. Az általa szervezett sajtótájékoztatón az új filmsztár Will Smith késik, viszont újszülött lányát nincsen kire bíznia, kiborul és a türelmetlenkedő újságírókat elküldi melegebb éghajlatra. Ezzel szakmai pályafutása véget ér. Elveszíti munkáját és kénytelen özvegy édesapjához New Jersey-be költözni a kicsi Gertie-vel. A köztisztasági vállalatnál kap munkát, ahol apja is dolgozik. Hét év telik el így. Nem képes feldolgozni a szeretett nő elvesztését, nincsenek új kapcsolatai, de lassan jó apává válik, bár sohasem múlik el benne a vágy visszaszerezni régi egzisztenciáját.
Ám egyszerre választás elé kerül. Megismerkedik a helyi videokölcsönzőben munkát vállaló, fiatal és csinos egyetemista lánnyal, Mayával. Ekkor kezdődik valami új az életében. Feltámad a vágy egy új családra, de éppen ekkor lehetőség csillan fel az elveszített egzisztencia visszaszerzésére. Az állás-interjún a vakszerencse éppen Will Smithszel hozza össze, akivel (mint gyermekeit mindenek felett szerető apával) elbeszélgetve megvilágosodik, hogy semmi nem lehet fontosabb a családnál. Otthagyja az állásinterjút és visszarohan a lányához, hogy az iskolai műsorban a kissé bizarr Sweeny Todd egy részletét előadhassa Gertie-vel, az apjával, Mayával és a két fogadott nagybácsival, a köztisztasági vállalatnál dolgozó Greenievel és Blockkal. Még éppen időben érkezik, hogy az előadás sikert arasson. Mindenki boldog és elégedett. Végre Ollie is felismeri, hogy Mayával, a gyermekével, apjával és barátaival teljesebb és boldogabb életet élhet, mintha tovább hajszolná a már maga mögött hagyott New York-i életet.

## Szereplők
| Színész             | Szerep                                                | Magyar hang      |
| ------------------- | ----------------------------------------------------- | ---------------- |
| Ben Affleck         | Oliver „Ollie” Trinke, publicista majd köztisztaságis | Crespo Rodrigo   |
| Liv Tyler           | Maya Harding, egyetemista lány a videókölcsönzőből    | Ruttkay Laura    |
| Raquel Castro       | Gertie Trinke, Ollie lánya                            | Talmács Márta    |
| George Carlin       | Bart Trinke, Ollie apja                               | Csurka László    |
| Jennifer Lopez      | Gertrude Steiney, Ollie felesége                      | Solecki Janka    |
| Stephen Root        | Greenie, Bart kollégája és barátja                    | Borbiczki Ferenc |
| Mike Starr          | Block, Bart kollégája és barátja                      | Kajtár Róbert    |
| Jason Biggs         | Arthur Brickman, publicista                           | Pálmai Szabolcs  |
| Paulie Litt         | Bryan                                                 |                  |
| Harley Quinn Smith  | Trace Colelli                                         |                  |
| Will Smith          | önmaga (cameo)                                        | Gyurity István   |
| Jason Lee           | állásközvetítő (cameo)                                | Varga Rókus      |
| Matt Damon          | állásközvetítő (cameo)                                |                  |
| S. Epatha Merkerson | doktor (cameo)                                        | Réti Szilvia     |